# Pheosia teheranica
Pheosia teheranica är en fjärilsart som beskrevs av Daniel 1965. Pheosia teheranica ingår i släktet Pheosia och familjen tandspinnare. Inga underarter finns listade i Catalogue of Life.